# Tropidophorus hangnam
Tropidophorus hangnam — вид сцинкоподібних ящірок родини сцинкових (Scincidae). Ендемік Таїланду.

## Поширення і екологія
Tropidophorus hangnam відомі з типової місцевості, розташованої в заповіднику Пху Кхіао в провінції Чаяпхум. Вони живуть у вологих тропічних лісах, на кам'янистих берегах струмків. Живляться комахами, дрібними ракоподібними і черв'яками.